# Амершвир
Амершвир (фр. Ammerschwihr) насеље је и општина у источној Француској у региону Алзас, у департману Горња Рајна која припада префектури Рибовиле.
По подацима из 2011. године у општини је живело 1839 становника, а густина насељености је износила 93,54 становника/km². Општина се простире на површини од 19,66 km². Налази се на средњој надморској висини од 240 метара (максималној 882 m, а минималној 193 m).

## Демографија
| 1962. | 1968. | 1975. | 1982. | 1990. | 1999. | 2011. |
| ----- | ----- | ----- | ----- | ----- | ----- | ----- |
| 1.341 | 1.405 | 1.448 | 1.566 | 1.869 | 1.892 | 1.839 |

График промене броја становника у току последњих година